# Ciachcin Nowy
Ciachcin Nowy (prononciation : ['t͡ɕaxt͡ɕin ˈnɔvɨ]) est un village polonais de la gmina de Bielsk dans le powiat de Płock de la voïvodie de Mazovie dans le centre-est de la Pologne.
Il se situe à environ 6 kilomètres au sud de Bielsk (siège de la gmina), 10 kilomètres au nord-est de Płock (siège du powiat) et à 94 kilomètres au nord-ouest de Varsovie (capitale de la Pologne).
Le village compte approximativement une population de 280 habitants en 2007.

## Histoire
De 1975 à 1998, le village appartenait administrativement à la voïvodie de Płock.